# Os Embaixadores
Os Embaixadores (1533) é uma pintura a óleo sobre madeira de Hans Holbein, o Jovem.
Foi criada no período Tudor, no mesmo ano em que Isabel I de Inglaterra nasceu. Além de ser um duplo retrato, a pintura contém a natureza-morta de vários objetos meticulosamente pintados, cujo significado tem sido muito debatido. Também incorpora um exemplo muito citado de anamorfose na pintura. Faz parte da coleção na Galeria Nacional de Londres.
Na esquerda a pintura representa Jean de Dinteville, embaixador da França na Inglaterra em 1533, e na direita encontra-se, Georges de Selve, estudioso, bispo da antiga diocese entretanto extinta de Lavaur (Tarn) e que terá sido enviado em missão diplomática a Londres em 1533, data da criação da pintura.
Esta pintura tem sido descrita como "um dos retratos mais impressionantes da arte renascentista".

## Descrição
Apesar de ter nascido na Alemanha e ter passado a maior parte da sua vida em Inglaterra, Holbein mostra nesta obra a influência da pintura flamenga. Essa influência é nítida no uso de tinta a óleo, cujo uso na pintura de madeira havia sido desenvolvido um século antes pelos primitivos flamengos. O que é mais "flamengo" na pintura a óleo de Holbein são os detalhes meticulosos com fins simbólicos: tal como Jan van Eyck e Robert Campin usaram imensas imagens para ligar os seus temas à divindade, Holbein usou símbolos para ligar as figuras e mostrar as mesmas ideias com a pintura.

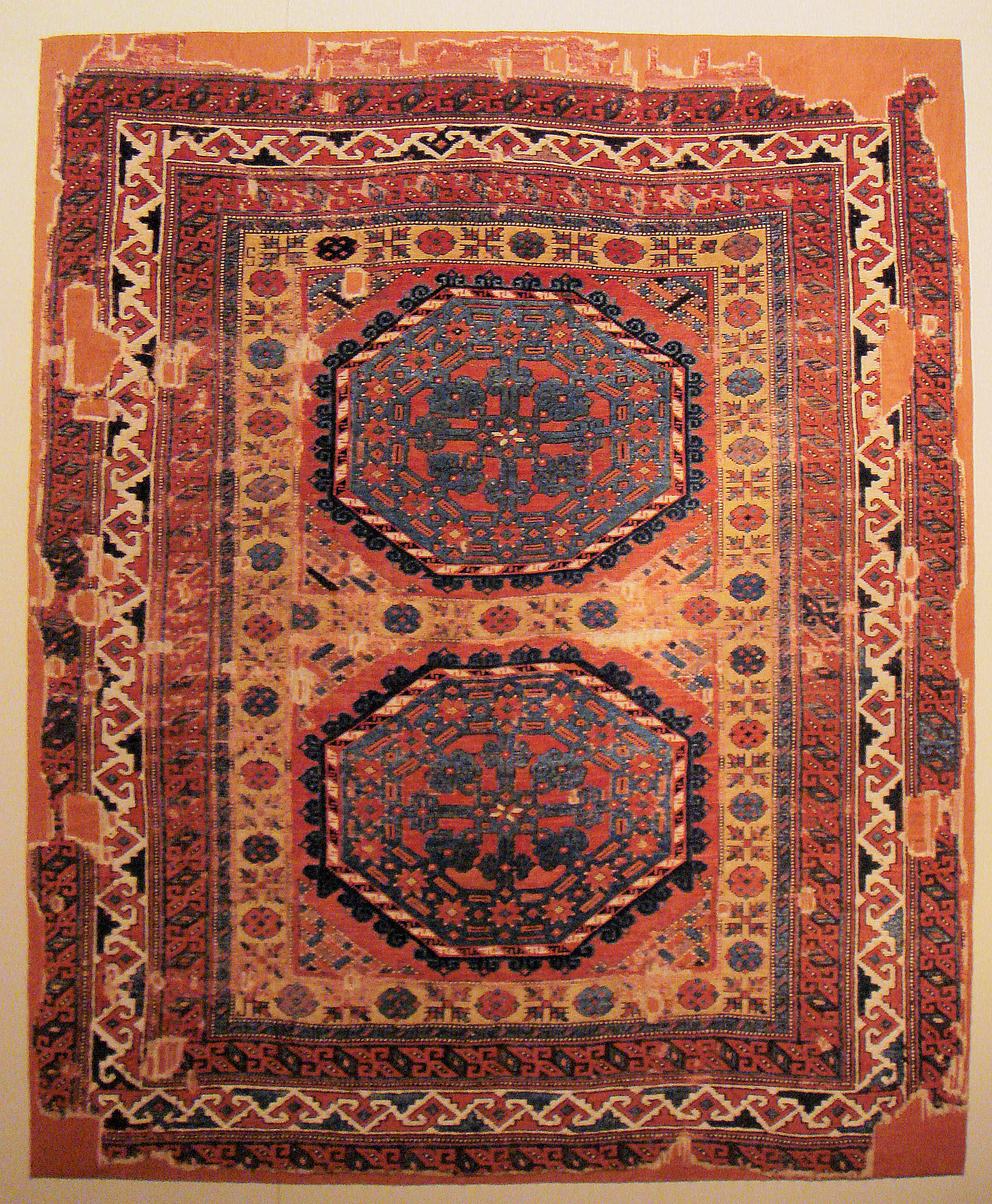
Tapete do século XVI da Anatólia com grandes medalhões similar ao da pintura e usado por outros pintores da Renascença

Entre as pistas para a exploração das associações entre as duas figuras estão uma seleção de instrumentos científicos incluindo dois globos (um terrestre e um celestial), um quadrante, um torquetum e dois relógios de sol, um horizontal e outro vertical, bem como vários tipos de têxteis, incluindo o mosaico do chão, com base no pavimento da Abadia de Westminster (o pavimento Cosmati, próximo do Altar-mor), e o tapete na prateleira superior, que é assinaladamente oriental, um exemplo dos tapetes orientais frequentes na pintura renascentista. A escolha das duas figuras pode, além disso, ser vista como simbólica. A figura da esquerda está em trajes seculares, enquanto a figura da direita está vestida com roupas clericais. O seu encontro junto da mesa, que exibe livros abertos, símbolos do conhecimento religioso e até mesmo a associação simbólica a Maria (mãe de Jesus), é considerado por alguns estudiosos como símbólico da unificação do capitalismo e da Igreja.

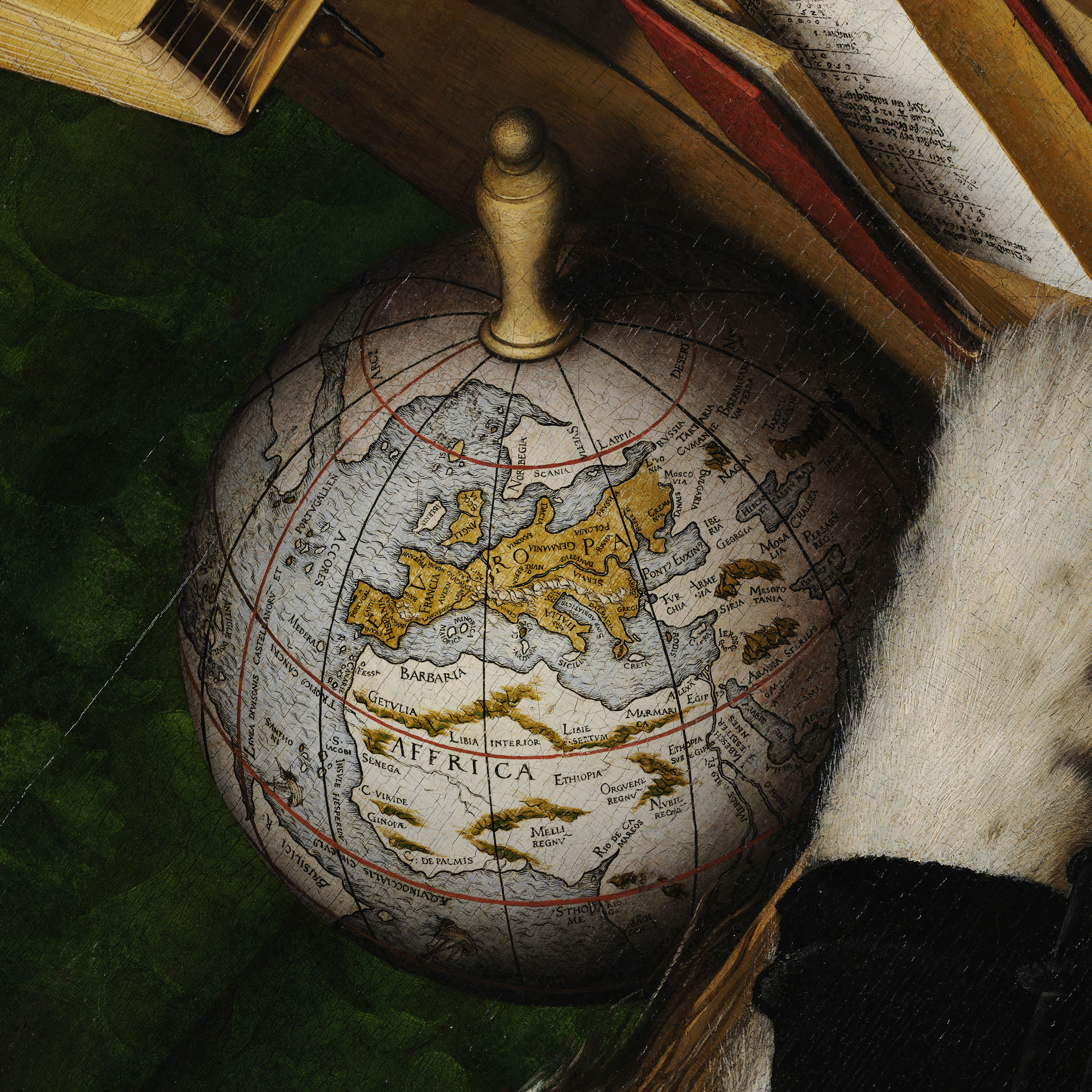
Detalhe, o globo terrestre

Em contraste, outros estudiosos sugeriram que a pintura contém nuances de conflitos religiosos. Os conflitos entre as autoridades seculares e as religiosas são aqui representados por Jean de Dinteville, um nobre francês que foi embaixador em Londres, e Georges de Selve, um estudioso, clérigo (tendo sido bispo da entretanto abolida diocese de Lavaur) e embaixador francês que esteve também colocado em Londres. O símbolo geralmente aceite da discórdia, um alaúde com uma corda quebrada, está colocado ao lado de um livro de hinos com tradução de Martinho Lutero o que pode sugerir a disputa entre estudiosos e o clero.
O globo terrestre na prateleira inferior repete uma parte de um mapa cartograficamente imaginativo criado possivelmente em 1530 e de origem desconhecida. O mapa é conhecido como o "Globo dos Embaixadores" devido à sua muito conhecida inserção nesta pintura.

### Crânio anamórfico

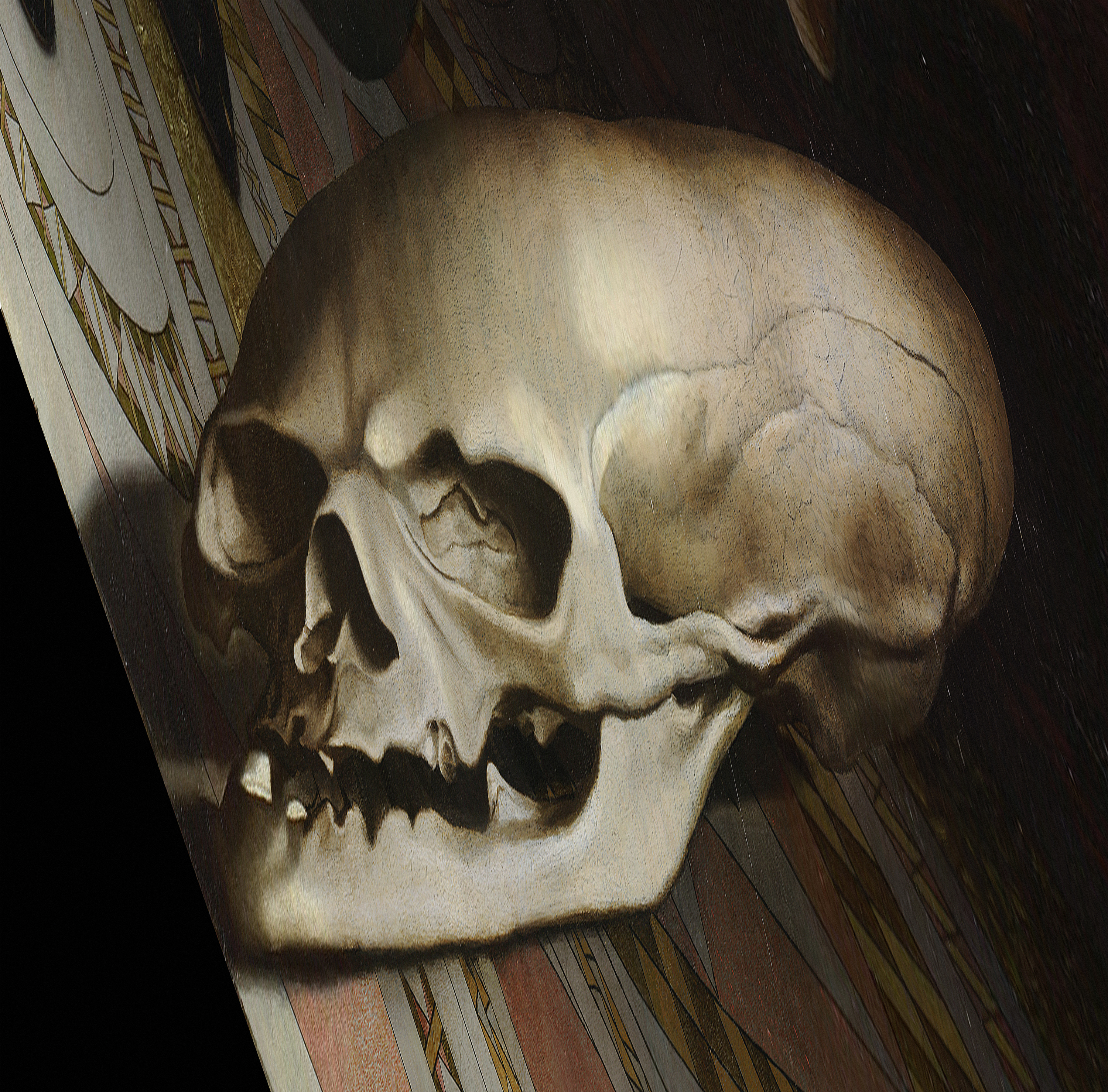
O crânio que esteve na base da imagem anamórfica e que foi reconstituído em 1998

O mais notável e famoso dos símbolos de Holbein na obra, no entanto, é o  crânio distorcido que está colocado no centro da composição. O crânio, reproduzido em perspectiva anamórfica, outra invenção do início da Renascença, pretende ser um quebra-cabeça visual, pois o espectador deve aproximar-se da pintura do lado direito, ou do lado esquerdo, para ver a forma de uma representação precisa de um crânio humano. Ainda que o crânio seja obviamente entendido como uma vanitas ou memento mori, não está claro por que Holbein lhe deu tal proeminência nesta pintura.
Uma possibilidade é que esta pintura represente três níveis: os céus (representado pelo astrolábio e outros objetos na prateleira superior), o mundo vivo (evidenciado por livros e um instrumento musical na prateleira inferior), e a morte (pelo crânio). Também foi levantada a hipótese de a pintura ter sido pensada para estar pendurada numa escada, de modo que as pessoas subindo as escadas e olhando a pintura pela esquerda ficariam assustadas com o surgimento do crânio. Uma outra possibilidade é que Holbein simplesmente quis mostrar o seu domínio da técnica a fim de angariar futuras encomendas.
Os artistas incorporavam frequentemente crânios como lembrança da mortalidade ou, no mínimo, da morte. Holbein pode ter pretendido os crânios (um distorcido em cinza e o outro como medalhão no chapéu de Jean de Dinteville) e o crucifixo no canto superior esquerdo para estimular a superação da morte inelutável pela ressurreição.

## Interpretação
Em 1890, Sidney Colvin foi o primeiro a propor a identificação da figura da esquerda como Jean de Dinteville (1504-1555), Seigneur de Polisy e embaixador francês na corte de Henrique VIII durante a maior parte de 1533. Pouco depois daquele ano, a limpeza da pintura revelou que o lugar de Polisy é um dos únicos quatro lugares franceses marcados no globo que consta na pintura.
Antes da publicação do livro Holbein's Ambassadors: The Picture and the Men ("Os Embaixadores de Holbein: O Quadro e os Homens") de Mary F. S. Hervey, em 1900, a identidade das duas figuras foi objeto de intenso debate. Hervey identificou o homem à direita como sendo Georges de Selve (1508-1541), Bispo de Lavaur (antiga diocese em Tarn), seguindo a história da pintura até um manuscrito do século XVII. Segundo o historiador de arte John Rowlands, de Selve não usa vestes episcopais porque apenas foi investido no cargo em 1534.

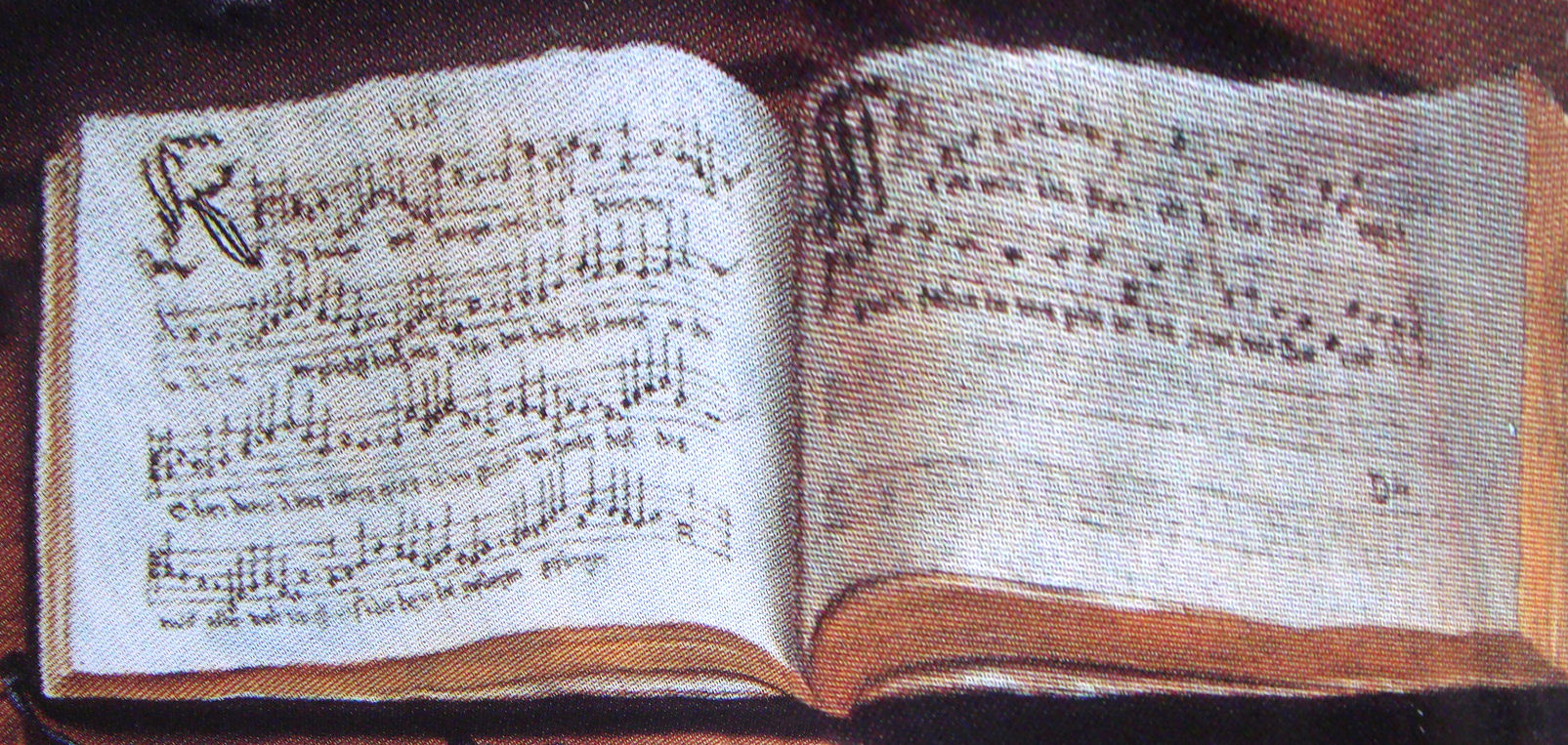
O Livro dos Salmos luterano em Os Embaixadores

De Selve é referido em duas cartas de Dinteville ao seu irmão François de Dinteville, Bispo de Auxerre, por ter visitado Londres na primavera de 1533. Em 23 de maio, Jean de Dinteville escreveu: "Monsieur de Lavaur deu-me a honra de me visitar, o que foi um grande prazer para mim. Não há necessidade de o "grande maître" saber nada sobre isto". O "grande maître" era Anne de Montmorency, marechal da França, referência que levou alguns analistas a concluir que a missão de Selve era secreta, mas não há outras provas para corroborar a teoria. Em 4 de junho, o embaixador escreveu ao seu irmão de novo, dizendo: "Monsieur de Lavaur veio ver-me, mas foi embora novamente".
A inscrição no livro em que se apoia a figura da direita é "AETAT/IS SV Æ 25" (a sua idade é 25) e o rolo de adaga que Dinteville tem na mão tem inscrito "AET. SV Æ/ 29" (ele tem 29).
North ao analisar a pintura e as várias pistas sobre os instrumentos conclui que a cena ocorre na sexta-feira santa.

### As artes liberais emOs Embaixadores
Na pintura de Hans Holbein, uma série de objetos, instrumentos científicos, musicais e livros, ocupam lugar de destaque na composição e revela a riqueza simbólica da obra. Esses elementos representam não apenas o conhecimento e os avanços científicos do século XVI, mas também as tensões religiosas e os ideais humanistas do período. A disposição em dois planos horizontais reforça essa leitura: no plano superior, encontram-se um globo celeste, um quadrante, dois relógios de sol em formatos diferentes e um torquetum (ou astrolábio universal), todos relacionados ao estudo da astronomia, da medição do tempo e da ordem cósmica. No plano inferior, estão organizados um alaúde com uma corda rompida, um hinário protestante, um livro de aritmética, um globo terrestre, uma caixa de flautas, além de um esquadro e um compasso, vinculados ao saber matemático e geométrico.

Esses objetos remetem diretamente às sete artes liberais, divididas entre o Trivium (gramática, lógica e retórica) e o Quadrivium (aritmética, música, geometria e astronomia), fundamentos da educação humanista renascentista. Mais do que simples acessórios, esses itens revelam o perfil intelectual exigido de figuras de destaque na vida pública da época, como diplomatas, religiosos e conselheiros. Holbein constrói, assim, uma pintura que é ao mesmo tempo retrato, manifesto cultural e reflexão sobre o conhecimento e o papel do homem no mundo.

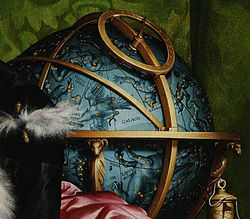
Globo celeste
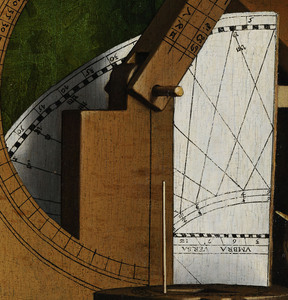
Quadrante
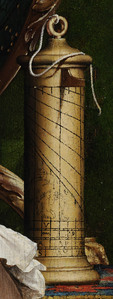
Relógio de sol cilíndrico dito "do Pastor"
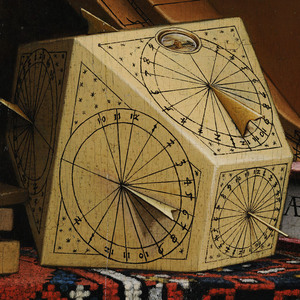
Relógio de sol
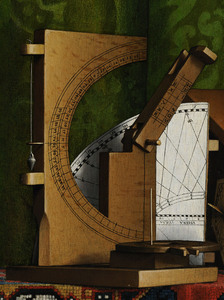
Mostrador equinocial universal (desmontado)
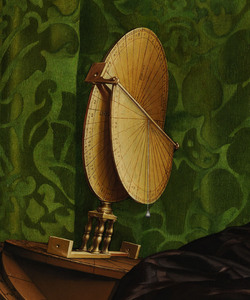
Torquetum
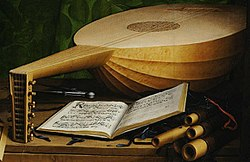
Alaúde com a corda quebrada
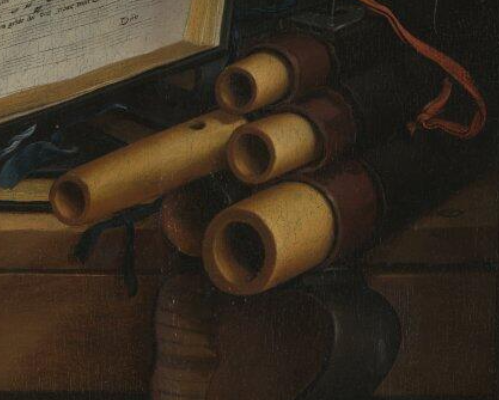
Flautas
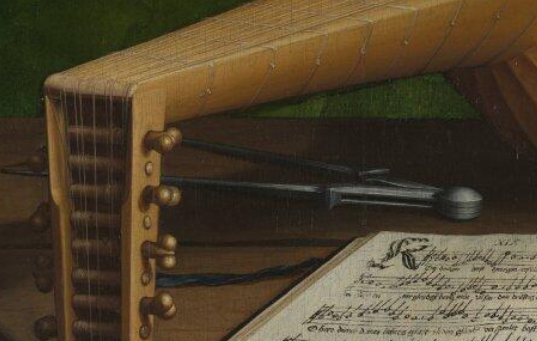
Compasso
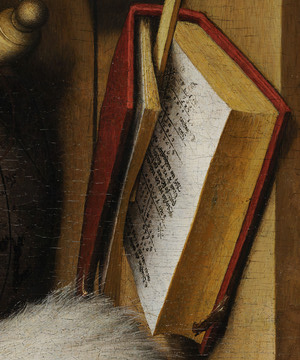
Livro de aritmética de Peter Apian